# Рястка прямолиста
Рястка прямолиста (Ornithogalum orthophyllum) — вид рослин родини холодкові (Asparagaceae).

## Морфологія
Листя іноді до 15 мм, ширина ж іноді всього 1 мм. Квіти іноді до 25 мм. Листочки оцвітини 11–20(25) мм, яйцеподібні, оберненояйцеподібні або ланцетні. Коробочки від оберненояйцеподібних до субциліндрічних.

## Поширення, біологія
- Північна Африка: Алжир, Марокко;
- Азія: Кавказ, Закавказзі, Західна Азія, Східні острови Егейського моря, Іран, Туреччина;
- Європа: Україна, Австрія, Чехословаччина, Німеччина, Угорщина, Польща, Швейцарія, Албанія (сумнівно), Болгарія, Греція (сумнівно), Італія, Румунія, Югославія, Франція (сумнівно), Португалія, Гібралтар, Іспанія.